# Gode
För andra betydelser, se Gode (olika betydelser).

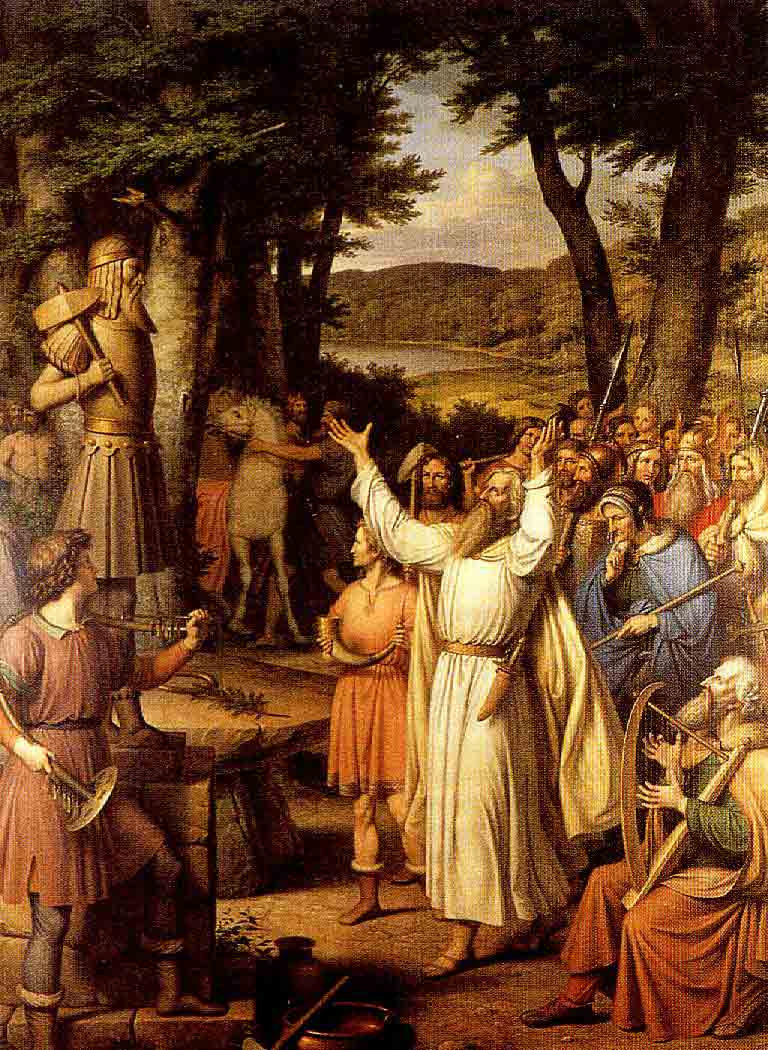
En gode leder troende under en offerritual till guden Tor. Målning av J.L. Lund.

Gode (fornnordiska: guþi, isländska: goði) är ett historiskt ämbete från Skandinavien. Det syftar på en lokal hövding som före kristnandet också hade en prästerlig funktion som ansvarig för ett hov eller vi. Det fanns också en kvinnlig motsvarighet, som kallades gydja.

## Etymologi och attesteringar

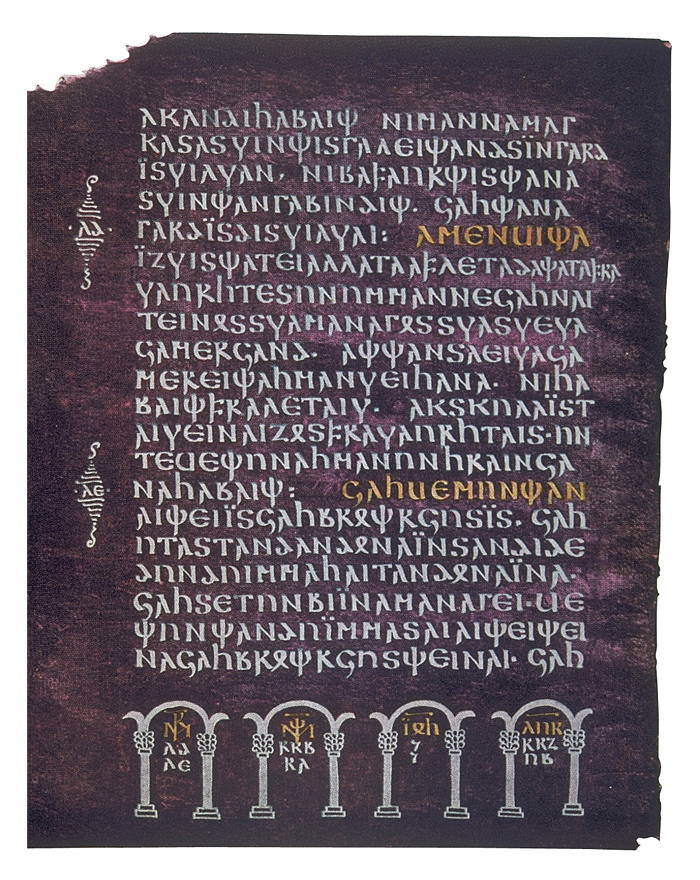
I Silverbibeln från 500-talet översätts "präst" med ordet gudja.

Namnet goði kommer från goð, gud, och betyder gudstjänare eller präst och motsvarar gotiskans gudja. Begreppet uppträder i goten Wulfilas bibelöversättning från 500-talet - Silverbibeln - som gudja med betydelsen "präst". Wulfila använde när han översatte det grekiska ordet hiereus (präst).
Titeln finns attesterad i Norge, Jämtland, Danmark och Island. På Island behölls den traditionella benämningen även efter kristendomens införande, dock som en uteslutande sekulär titel.
På urnordiska återfinns formen gudija från den norska runstenen Nordhuglostenen (Rundata N KJ65 U). Senare återkommer ordet i formen guþi på tre danska runstenar: Glavendrupstenen (DR 209), Helnæsstenen (DR 190) och Flemløse 1 (DR 192). Det finns också ett antal ortnamn – som Gudby i Södermanland och Godegård i Östergötland i Sverige – som sannolikt fått namn efter begreppet.

## Godar på Island
Under fristatstiden på Island var en goði hövding förenade juridisk, politisk och administrativ myndighet, och före kristnandet också i någon mån religiös. De mest framstående bland Islands "landnámsmän" (nybyggare) byggde vid sin ankomst hallar eller tempel (isländska hof) och anordnade själva offermåltider där. Till dessa anslöt sig underlydande män. De hade följt dem vid utvandringen och på Island bosatt sig inom deras ägoområde (landnám). De stod därför i ett beroendeförhållande till dem. Andra landnámsmän av mindre betydelse eller med mindre förmögenhet anslöt sig även de till någon närboende gode och blev hans tingmän.
Godens ämbete kallades goðorð, mannaforráð eller ríki. Goden själv kallas  goðorðsmaðr, fyrírmaðr, yfirmaðr eller hofðingi, medan hans underlydande kallas undirmenn eller Þingmenn och sägs utgöra en Þinghá eller Þingmannasveit. De isländska godorden bevarade alltid prägeln av rent personliga sammanslutningar, utan några fasta geografiska gränser. Vem som helst hade frihet att utträda ur ett godord och övergå till ett annat, förutsatt att det skedde enligt lagen. Samtidigt kunde goden välja att utesluta en tingman från sitt godord.
De isländska hövdingarnas makt över sina tingmän måste anses ha en övervägande privaträttslig karaktär. Grundläggandet av ett hov eller tempel var en privat sak. Godordet var ärftligt och kunde köpas och säljas som annan egendom. När flera ägare innehade ett enda godord skötte de uppgifterna turvis. Kvinnor kunde inte vara godar. De kunde ärva ett godord, men var då tvungna att överlämna själva ämbetet till en manlig ställföreträdare.
Godens myndighet var den grundpelare som hela den isländska statsförfattningen vilade på. Samtidigt bidrog dess privaträttsliga karaktär, att det var möjligt att sälja och dela godorden, till både långtgående splittring och hopande av flera godord på en hand. Den rubbning av jämviktsförhållandet mellan de olika godorden som detta medförde var en viktig orsak till fristatens undergång.

### Religiöst
Till godens prästerliga uppgifter ingick att underhålla hovbyggnaden, att anskaffa allt det som behövdes vid bloten och att förvara och bära den heliga ring (stallahringr, blótbaugr) som man skulle vidröra vid varje rättslig edgång. Han ägde rätt att av sin menighet ta ut en skatt (isländska hoftollr).
Godens prästerliga värdighet framträder ännu tydligare i den ibland använda benämningen hofgoði (tempelpräst).

### Administrativt
I administrativt hänseende var goden sina tingmäns hövding eller styresman och som sådan skyldig att ge sina underlydande skydd och bistånd (traust), samtidigt som de underlydande var skyldiga att hjälpa honom och hans följe (lið). Dessutom skulle goden upprätthålla ordning och fred bland tingmännen, heraðsstjórn, bilägga tvister mellan dem, värna var och en mot förnärmelser av en mäktigare motståndare, genomföra nödhjälpsåtgärder vid missväxtår, medge eller förbjuda gemenskap med främmande handelsfartyg, bestämma pris vid varors försäljning och så vidare.

### Juridiskt
Som juridisk ämbetsman skulle goden lysa tingsfrid eller helga tinget, leda dess förhandlingar, utnämna domare i dit instämda mål samt se till att rättegångsordningens följdes. 
Tingmännen å sin sida var skyldiga att fritt härbärgera goden och hans ofta talrika sällskap under färderna inom häradet samt att ansluta sig till hans följe, om han krävde det. På godens alltingsfärder skulle minst en niondedel av tingmännen följa med. 

### Lagstiftande
Till en början fanns ingen gemenskap mellan de särskilda godorden, vilka därför bildade små statssamfund för sig själva. Var och en följde den lag och rätt, som hans gode hade medfört från Norge. Vid konflikter mellan medlemmarna av olika godord måste därför vapnen fälla utslaget om godarna inte kom överens. Vid landnámstidens slut (omkring 930) förenades godorden till ett statsförbund, och ett för hela landet gemensamt ting, alltinget, inrättades. 
Trettio år senare (965) ordnades landets statsrättsliga förhållanden så, att godorden fördelades i vissa kretsar och deras antal begränsades. När femtedomen senare inrättades, legaliserades tolv under de senare åren uppkomna, utanför lagen stående hövdingedömen och erkändes som godord, även om dessa inte fick alla de rättigheter som de äldre godorden hade. 
De hövdingar som tillhörde ett tingslag kallades samtingsgodar och ledde gemensamt häradets ting, det s.k. vårtinget. Den nämnd som dömde på tinget utsågs av godarna. När ett mål av någon anledning icke kunde avgöras på tinget, hänsköts det till högre domstol. Under isländska statsförfattningens tidigaste period verkar varje fjärding haft en sådan högre domstol i ett s.k. fjärdingsting, men denna inrättning kom snart ur bruk. 
Högsta dömande instansen utgjordes av de på alltinget inrättade fjärdingsdomarna, som utsågs av de 39 hövdingar som innehade de äldre godorden. Ledamöterna i den senare inrättade femtedomen utsågs alla godordens innehavare, alltså även de nyare. Godarna med fullt och fornt godord var självskrivna ledamöter i den lagstiftande avdelningen av alltinget, kallad lagrättan (isländska lögrétta). Var och en av dem utsåg också två av sina tingmän till rådgivande bisittare i lagrättan. I lagrättan avgjordes alla frågor om landets gemensamma lagar såväl som dess politiska och administrativa styrelse. 
Förutom det ovan nämnda vårtingen hölls inom varje tingslag en sammankomst, leið, där goden kungjorde alla viktiga ärenden vid alltingets förhandlingar för de tingmän varit där.

## Förhållande till hersevärdighet
Det isländska godordets privata karaktär skiljer det från dess förmodade förebild, den fornnorska hersevärdigheten. Även den sistnämnda grundade sig visserligen på besittningen av den odalgrund, varpå häradshovet stod, men i viss mån betraktades detta som en för häradet eller fylket gemensam egendom.
Norges gamla fylken och härad var geografiskt bestämda områden, vilket skiljer dem från godorden. Även den norska hersevärdigheten var dock ärftlig.

## Gydja i fornnordisk religion
Gydja var den kvinnliga motsvarigheten till en gode. Titeln betyder både gudinna och prästinna.
Både Tacitus under antiken, och Adam av Bremen under vikingatiden, beskriver ett religiöst prästerskap hos germaner och nordbor, men det är diffust definierat.
Det religiösa ämbetet och titeln gydja är känt från flera källor. Snorre kallade gudinnan Freja själv för en blotgydja. Gydjorna medverkade i blothandlingar, det vill säga offerhandlingar.

## Inom nutida nordisk religion

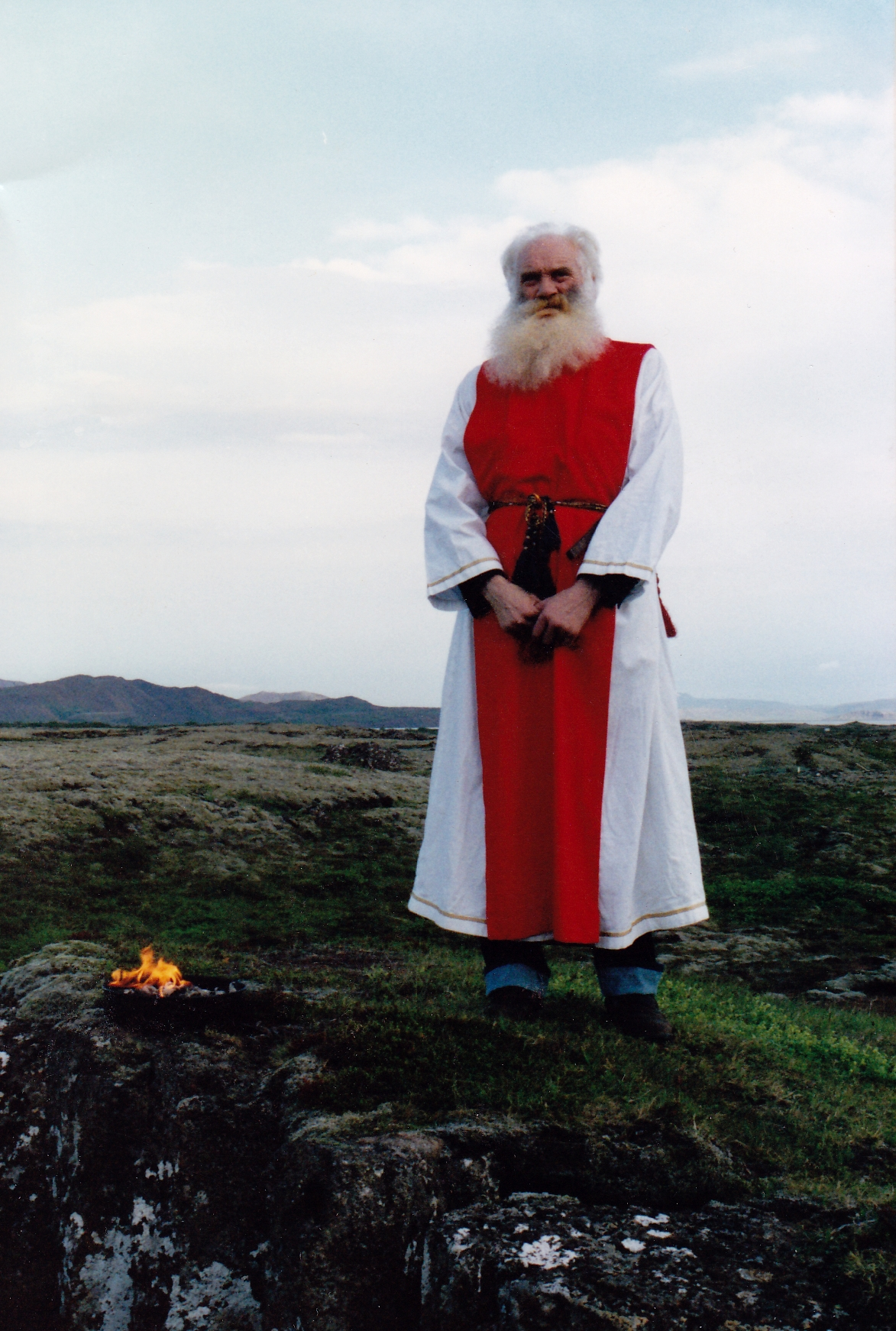
Allsherjargode Sveinbjörn Beinteinsson.

Inom modern asatro använder man begreppen gode för "präster". Detta initierades på 1970-talet inom det isländska trossamfundet Ásatrúarfélagið. Samfundets främste gode kallas allsherjargode (isländska: allsherjargoði). Sveinbjörn Beinteinsson var allsherjargode åren 1972-1993. Sedan 2003 innehar Hilmar Örn Hilmarsson posten.
Ásatrúarfélagið tillåter både manliga och kvinnliga godar och använder ordet goði om båda. En del efterföljare som också tillåter kvinnliga präster har anammat ordet gydja som den kvinnliga formen. Inom Samfundet Forn Sed Sverige (tidigare Sveriges Asatrosamfund) har godar och gydjor till uppgift att ge andlig service till samfundets medlemmar, som till exempel att hålla i övergångsriter, som bröllop och begravningar, hålla i årstidsblot, ge själavård och ge utbildning i religionen. Godar och gydjor väljs av samfundets styrelse efter att ha utbildats i den så kallade goderingen. Inom Nordiska Asa Samfundet krävs att godar och gydjor genomgår en utbildning, och det finns fastställda kunskapskrav för att verka som Gode, Gydja och Blotförrättare.